# Spetsgattad

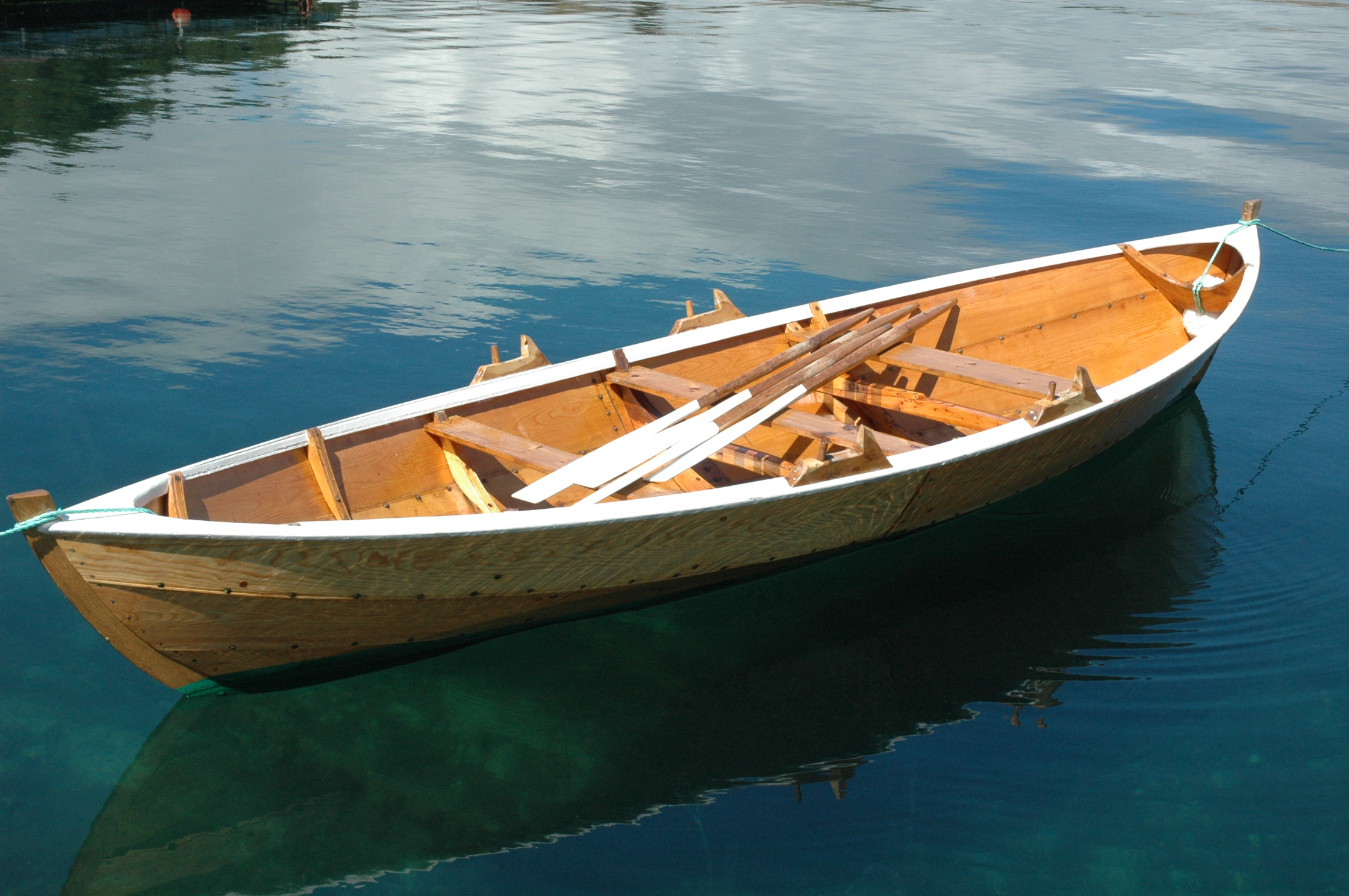
En spetsgattad roddbåt av typ snipa.

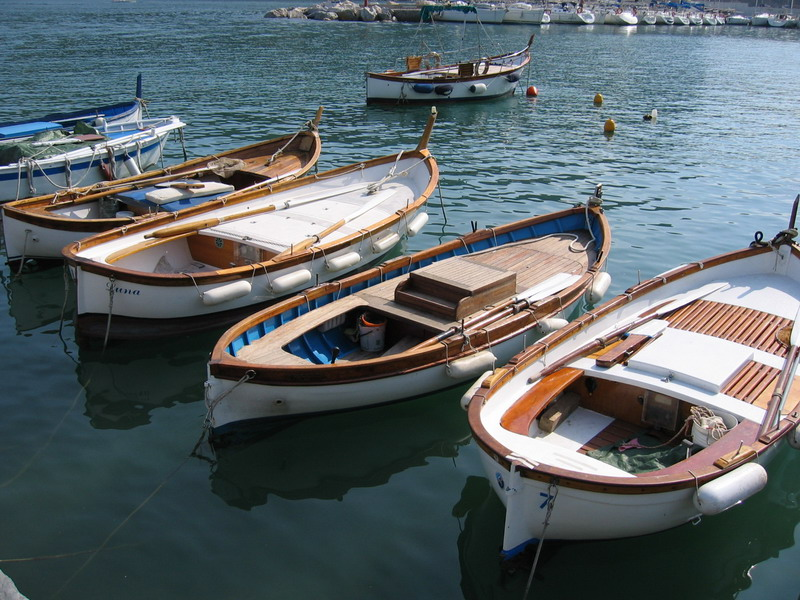
Närmast i bild rundgattad snipa.

Spets- och rundgattad akter.

En spetsgattad båt är konstruerad och byggd med en stäv i både för- och akterskepp. Spetsgattade båtar är avsmalnande från båtens mitt akterut respektive förut. Snipor är exempel på spetsgattade båtar liksom kanoter och kosterbåtar.

## Rundgattad
Rundgattad är ett fartyg eller båt vars akterskepp saknar akterspegel och har avrundad, buktig form.